# Kremnitzmühle
Kremnitzmühle ist ein Gemeindeteil der Stadt Teuschnitz im Landkreis Kronach (Oberfranken, Bayern).

## Geographie
Die Einöde liegt im tief eingeschnittenen Tal der Kremnitz und ist allseits von Wald umgeben. Ein namenloser Bach mündet dort als rechter Zufluss in die Kremnitz. Südlich der Kremnitzmühle gibt es die sogenannte Kremnitzkapelle. Ein Wirtschaftsweg führt nach Teuschnitz (1,5 km nordwestlich).

## Geschichte
Kremnitzmühle gehörte zur Realgemeinde Teuschnitz. Das Hochgericht übte das bambergische Centamt Teuschnitz aus. Die Grundherrschaft über die Mahl- und Schneidmühle hatte das Kastenamt Teuschnitz inne.
Mit dem Gemeindeedikt wurde Kremnitzmühle dem 1808 gebildeten Steuerdistrikt und Munizipalgemeinde Teuschnitz zugewiesen.

### Baudenkmal
- Kremnitzkapelle

### Einwohnerentwicklung
| Jahr      | 001818 | 001861 | 001871 | 001885 | 001900 | 001925 | 001950 | 001961 | 001970 | 001987 |
| Einwohner | *      | 7      | 9      | 12     | 7      | 8      | 7      | 0      | 0      | 0      |
| Häuser    | *      |        |        | 1      | 2      | 2      | 1      | 1      |        | 1      |
| Quelle    | [ 5 ]  | [ 7 ]  | [ 8 ]  | [ 9 ]  | [ 10 ] | [ 11 ] | [ 12 ] | [ 13 ] | [ 14 ] | [ 1 ]  |

## Religion
Die Katholiken sind nach Mariä Himmelfahrt in Teuschnitz gepfarrt.